# بوب تشانس
بوب تشانس (بالإنجليزية: Bob Chance) هو لاعب كرة قاعدة أمريكي، ولد في 10 يوليو 1940 في ستايتسبورو في الولايات المتحدة، وتوفي في 3 أكتوبر 2013 في تشارلستون في الولايات المتحدة بسبب سرطان البروستاتا.

## وصلات خارجية
- بوب تشانس على موقع الدوري الياباني لكرة القاعدة (الإنجليزية)
- بوب تشانس على موقعبيزبول رفرنس.كوم (الدوري الرئيسي) (الإنجليزية)
- بوب تشانس على موقعبيزبول رفرنس.كوم (الدوري الثانوي) (الإنجليزية)
- بوب تشانس على موقع إي إس بي إن.كوم (أم.أل.بي) (الإنجليزية)
- بوب تشانس على موقع مشجعي الرسوم البيانية (الإنجليزية)